# Teufelsbad
Das Teufelsbad ist ein etwa 60 ha großes Naturschutzgebiet im niedersächsischen Landkreis Schaumburg. Es grenzt direkt an das östliche Stadtgebiet von Bad Eilsen und ist Teil der Heeßer Berge. Unter der Kennzeichen-Nummer NSG HA 041 ist es beim Niedersächsischen Landesbetrieb für Wasserwirtschaft, Küsten- und Naturschutz (NLWKN) registriert.

## Beschreibung
Es handelt sich um ein Laubwaldgebiet, das überwiegend mit bodensauren Buchenwäldern bestanden ist. Im Kernbereich befindet sich eine etwa einen Hektar große Altholzinsel. Sie besteht aus zahlreichem stehenden und liegenden Totholz sowie brüchigen Bäumen mit morschen Ästen und Höhlungen. Angrenzend befinden sich „geowissenschaftlich bedeutsame Quellhorizonte mit Kalksinterterrassen und begleitend Erlen–Eschenwälder“.
Das Naturschutzgebiet ist weitgehend deckungsgleich mit dem gleichnamigen FFH-Gebiet.

## Geschichte
Mit Verordnung vom 10. Oktober 1975 wurde das Teufelsbad zum Naturschutzgebiet erklärt. Zuständig ist der Landkreis Schaumburg als untere Naturschutzbehörde.